# Michael Badnarik
 (avril 2019).
Si vous disposez d'ouvrages ou d'articles de référence ou si vous connaissez des sites web de qualité traitant du thème abordé ici, merci de compléter l'article en donnant les références utiles à sa vérifiabilité et en les liant à la section « Notes et références ».
Michael Badnarik, né le 1er août 1954 et mort le 11 août 2022, est un ingénieur en génie logiciel et homme politique américain, membre du Parti libertarien.

## Biographie
Michael Badnarik est né de parents immigrés tchécoslovaques à Hammond (Indiana). Durant sa jeunesse, il est volontaire dans la Croix Rouge et chef de groupes scouts. Il entame des études de chimie à l'université de l'Indiana mais abandonne ses études un semestre avant la fin de son degree (Doctorat). Il devient alors programmeur dans le secteur du nucléaire, occupant plusieurs postes dans différents États du pays. 
En 1997, il quitte la Californie pour protester contre les lois sur le port d'armes à feu adoptées alors par l'État. Il s'installe la même année au Texas.
Il a écrit un ouvrage de droit constitutionnel défendant la philosophie libertarienne : Good To Be King: The Foundation of our Constitutional Freedom.

### Engagement politique
Michael Badnarik s'engage dans le Parti libertarien dans les années 1990, défendant une politique d'État minimum dont le seul rôle est de protéger les libertés individuelles des citoyens. 
Il est candidat en 2000 aux élections du Sénat texan et obtient 15 221 voix.
Il remporta les primaires du Parti libertarien face à Aaron Russo et se présente pour le Parti libertarien à l'élection présidentielle de 2004. Il formait un ticket avec Richard Campagna, ticket élu lors de la convention nationale libertarienne qui s'est tenue du 27 au 31 mai 2004 à Atlanta, en Géorgie. Il a terminé en 4e position avec 0,34 % des suffrages exprimés, juste derrière Ralph Nader, candidat indépendant. Il avait levé un million de dollars pour sa campagne.
En novembre 2006, il était candidat à la Chambre des représentants à l'occasion des élections générales dans le 10e District du Texas. Au cours de sa campagne, il s'est entre autres opposé à la guerre d'Irak. Il a terminé en 3e position avec 4,3 % des voix.
Il est membre du Free State Project.